# 37452勇气星
37452 勇气星（37452 Spirit），临时编号“4282 P-L”，是一颗直径约9公里，来自小行星带最外层区域的黑色希尔达族小行星。
1960年9月24日，荷兰天文学家英格丽德和科内利斯·约翰内斯·范豪滕在莱顿从汤姆·赫雷尔斯拍摄于加利福尼亚州帕洛玛山天文台的照相底片上发现了这颗小行星，并以美国宇航局勇气号火星车命名了它。

## 轨道和分类
“勇气星”是希尔达族小行星中的一员，它与气态巨行星木星之间保持3:2的轨道共振，这意味着木星在其轨道上每绕完两圈，一颗希尔达小行星将在自身轨道上环绕三圈。由于它们的轨道没有穿越任何行星轨道，因此它不会被木星的引力场拉离轨道，并可能会在稳定的轨道上保持数千年。
'“勇气星”每7年10个月（2867天）在主带最外层以3.1–4.8天文单位距离环太阳运行一次，其轨道相对于黄道的偏心率为0.22°，倾角为8°.
该天体的觀測弧始于其正式的发现观察，因为没有事先的鉴别也没进行过回溯发现。

### 帕洛马–莱顿测量
巡天名称的“P-L”代表“帕洛马-莱顿”，以帕洛马尔山天文台和莱顿天文台所命名，后者在20世纪60年代进行了卓有成效的帕洛马尔-莱顿测量。赫雷尔斯使用了帕洛马山天文台的塞缪尔·奥斯钦望远镜（也称为48英寸施密特望远镜），并将照相底片寄送给了莱顿天文台的英格丽德和科内利斯·约翰内斯·范豪滕，在那里进行了天体测量，此三人被认为发现了数千颗微型行星。

## 物理特性
根据美国国家航空航天局廣域紅外線巡天探測衛星近地天体任务所作的勘测，“勇气星”直径8.9公里，表面反照率为0.056，为碳质C-型小行星的典型值，它的绝对星等为14.2.。
截至2017年，仍不清楚“勇气星”的自转周期、形状以及光谱类型。

## 命名
该小行星被它的发现者命名为美国宇航局成功的火星探测车“勇气号”，该探测车一直在探测火星古瑟夫撞击坑中的岩石和矿物。2004年9月28日，小行星中心公布了官方命名引文（小行星通告52770）。同一天发现的39382机遇星，也是希尔达族中的一颗小行星，其名称则取自勇气号的孕生漫游车-机遇号。